# Grube Johann I
Die Grube Johann I ist eine ehemalige Braunkohlegrube des Bensberger Erzreviers in Bergisch Gladbach. Das Gelände gehört zum Stadtteil Paffrath.

## Geschichte
Alfred Jäger mutete am 24. Juni 1874 als Beauftragter der Aktiengesellschaft Bergwerksverein Friedrich Wilhelms-Hütte das Braunkohlegrubenfeld Johann I. Die Verleihungsurkunde vom 24. Januar 1875 wurde an das vorgenannte Unternehmen auf Braunkohle erteilt.

## Betrieb
Es ist nicht bekannt, dass es zu einem Grubenbetrieb gekommen ist. Mit Probebohrungen hatte man das Braunkohlevorkommen in der Nähe der Paffrather Mühle ungefähr zwischen dem Herkenfelder Weg und der Goldbornstraße aufgefunden.

## Lage und Relikte
Das Grubenfeld erstreckte sich zwischen Diepeschrath und Nußbaum.